# Rhombophryne longicrus
Rhombophryne longicrus es una especie de anfibio anuro de la familia Microhylidae.

## Distribución geográfica
Esta especie es endémica del norte de Madagascar.

## Descripción
El espécimen macho adulto observado en la descripción original mide 23.8 mm en longitud estándar y el espécimen hembra adulta observada en la descripción original mide 28.0 mm en longitud estándar.

## Etimología
El nombre específico longicrus proviene del latín longus, largo y de crus, la pata, en referencia a las inusuales patas largas de esta especie.

## Publicación original
- Scherz, Rakotoarison, Hawlitschek, Vences & Glaw, 2015 : Leaping towards a saltatorial lifestyle? An unusually long-legged new species of Rhombophryne (Anura, Microhylidae) from the Sorata massif in northern Madagascar. Zoosystematics and Evolution, vol. 91, p. 105–114[4]